# Gaëtan Varenne
Gaëtan Antony Varenne (Le Puy-en-Velay, 24 giugno 1990) è un ex calciatore francese, di ruolo attaccante.

## Palmarès

### Club

#### Competizioni nazionali
- Coppa Toto: 1

Beitar Gerusalemme: 2019-2020
- Coppa d'Israele: 1

Hapoel Be'er Sheva: 2019-2020